# 토네이도 (웹 서버)
토네이도(Tornado)는 파이썬으로 작성된, 확장 가능하고 차단되지 않는 웹 서버 및 웹 애플리케이션 프레임워크이다. 프렌드피드에서 사용하도록 개발되었다. 이 회사는 2009년 페이스북에 인수되었으며 토네이도는 곧 오픈 소스로 공개되었다.

## 성능
토네이도는 고성능으로 유명하다. 설계를 통해 많은 수의 동시 연결을 처리할 수 있다(예: "C10k 문제" 해결 시도).

## 모듈
- Motor라는 비동기 MongoDB 드라이버.
- 코듀로이(corduroy) 및 트롬비(trombi)라고 불리는 CouchDB  드라이버.
- Momoko라는 PostgreSQL 래핑 psycopg용 비동기 드라이버

## 예시
```
import
 
asyncio

import
 
tornado.web

class
 
MainHandler
(
tornado
.
web
.
RequestHandler
):

    
def
 
get
(
self
):

        
self
.
write
(
"Hello, world"
)

def
 
make_app
():

    
return
 
tornado
.
web
.
Application
([(
r
"/"
,
 
MainHandler
),])

async
 
def
 
main
():

    
app
 
=
 
make_app
()

    
app
.
listen
(
8888
)

    
await
 
asyncio
.
Event
()
.
wait
()

if
 
__name__
 
==
 
"__main__"
:

    
asyncio
.
run
(
main
())

```

## 같이 보기
- 장고 (웹 프레임워크)
- 플라스크 (웹 프레임워크)
- Pylons
- Web2py